# Chính phủ lưu vong
Chính phủ lưu vong (tiếng Anh: Government in exile, viết tắt là GiE) là một nhóm chính trị tự xưng là chính phủ hoặc chính phủ của một quốc gia hợp pháp hoặc bán chủ quyền, nhưng không có khả năng thực thi quyền lực pháp lý trong khu vực mục tiêu cũng như trụ sở chính ở một tiểu bang hoặc quốc gia khác. Chính phủ lưu vong thường có kế hoạch quay trở lại lãnh thổ của mình để giành lại quyền lực chính thức.
Khác với nhà nước tàn dư, vốn vẫn kiểm soát được một phần lãnh thổ còn lại, chính phủ lưu vong đã hoàn toàn mất quyền kiểm soát lãnh thổ. Ví dụ, trong Chiến tranh Thế giới thứ nhất, hầu hết lãnh thổ Bỉ bị Đức chiếm đóng, nhưng Bỉ và các đồng minh vẫn giữ được một phần nhỏ ở phía tây đất nước. Trong khi đó, chính phủ lưu vong thì không còn kiểm soát bất kỳ phần lãnh thổ nào. Tuy nhiên, trên thực tế, ranh giới giữa hai khái niệm này có thể không rõ ràng; trong ví dụ trên, chính phủ Bỉ đặt tại Sainte-Adresse, trên lãnh thổ Pháp, hoạt động như một chính phủ lưu vong trên thực tế.
Chính phủ lưu vong và các tổ chức liên quan thường sử dụng các chiến lược như báo cáo điều tra và huy động cộng đồng kiều dân để duy trì sự hiện diện chính trị, kêu gọi sự ủng hộ và giải quyết các thách thức về đạo đức cũng như vận hành.
Chính phủ lưu vong thường hình thành trong bối cảnh đất nước bị chiếm đóng trong chiến tranh, hoặc sau nội chiến, cách mạng, hoặc đảo chính quân sự. Ví dụ, trong giai đoạn Đức Quốc xã mở rộng và tiến công trong Chiến tranh Thế giới thứ hai, một số chính phủ châu Âu đã chạy sang Vương quốc Anh để tránh bị tiêu diệt. Ngược lại, Chính phủ Lâm thời Ấn Độ Tự do do Subhas Chandra Bose thành lập đã tìm cách tận dụng sự hỗ trợ từ quân đội Nhật Bản xâm lược để giành quyền kiểm soát Ấn Độ từ tay thực dân Anh. Ở năm cuối của Thế chiến II, sau khi Đức Quốc xã bị đánh bật khỏi Pháp, phần còn lại của chính quyền Vichy thân Đức đã tiếp tục hoạt động như một chính phủ lưu vong tại vùng tị địa Sigmaringen.
Một chính phủ lưu vong cũng có thể được hình thành từ niềm tin rộng rãi trong xã hội rằng chính quyền đương nhiệm là bất hợp pháp. Ví dụ, sau khi cuộc nội chiến Syria bùng nổ vào năm 2011, Liên minh Quốc gia vì Các Lực lượng Cách mạng và Đối lập Syria được thành lập bởi các nhóm đối lập nhằm chấm dứt sự cầm quyền của đảng Ba'ath (phân nhánh do Syria chi phối).
Chính phủ lưu vong có thể không được công nhận, hoặc chỉ được công nhận hạn chế bởi các quốc gia khác. Mức độ hiệu quả của chính phủ lưu vong phụ thuộc phần lớn vào sự ủng hộ mà họ nhận được từ chính phủ nước ngoài hoặc từ chính người dân trong nước. Một số chính phủ lưu vong có thể phát triển thành lực lượng đối lập mạnh mẽ, đe dọa nghiêm trọng đến chính quyền đương nhiệm, trong khi số khác tồn tại chủ yếu với tính biểu tượng.
Khái niệm chính phủ lưu vong đã tồn tại từ trước khi được gọi tên chính thức. Trong các thời kỳ quân chủ, các vị quân vương hoặc triều đại bị phế truất đôi khi thiết lập triều đình lưu vong, như Vương tộc Stuart đã làm sau khi bị Oliver Cromwell phế truất và một lần nữa trong Cuộc Cách mạng Vinh quang. Vương tộc Bourbon cũng là một ví dụ điển hình, khi họ vẫn được một số quốc gia công nhận là chính phủ hợp pháp của Pháp sau khi bị lật đổ trong Cách mạng Pháp. Sự công nhận này kéo dài cả trong thời kỳ Napoleon Bonaparte và các cuộc Chiến tranh Napoleon từ năm 1803–04 đến 1815. Khi chế độ quân chủ lập hiến bắt đầu phổ biến, các chính phủ quân chủ lưu vong cũng bao gồm cả thủ tướng, ví dụ như chính phủ Hà Lan dưới sự lãnh đạo của Pieter Sjoerds Gerbrandy trong Thế chiến II.
Thủ đô lưu vong (capital-in-exile) là nơi chính phủ lưu vong đặt trụ sở bên ngoài lãnh thổ mà họ tuyên bố chủ quyền. Khái niệm này khác với thủ đô tạm thời (temporary capital), vốn nằm trong phần lãnh thổ mà chính phủ vẫn đang kiểm soát.

## Các chính phủ lưu vong hiện tại

### Các chính phủ hiện tại được một số bên xem là “chính phủ lưu vong”
Đây là những chính phủ từng kiểm soát toàn bộ hoặc phần lớn lãnh thổ mà họ tuyên bố chủ quyền, nhưng hiện chỉ còn kiểm soát một phần nhỏ trong số đó, đồng thời vẫn tiếp tục tuyên bố là chính quyền hợp pháp của toàn bộ lãnh thổ mà họ từng kiểm soát hoàn toàn.
| Tên chính phủ lưu vong         | Năm lưu vong | Lãnh thổ mà chính phủ vẫn còn kiểm soát  | Chính phủ hiện đang kiểm soát lãnh thổ tuyên bố chủ quyền | Ghi chú |
| ------------------------------ | ------------ | ---------------------------------------- | --------------------------------------------------------- | --- |
| Trung Hoa Dân Quốc             | 1949         | Đài Loan và các đảo trực thuộc           | Cộng hòa Nhân dân Trung Hoa                               | Xem thêm: Nội chiến Trung Quốc Chính phủ Trung Hoa Dân Quốc, hiện đặt trụ sở tại Đài Bắc, không tự xem mình là một chính phủ lưu vong, nhưng bị một số bên tham gia tranh luận về tình trạng chính trị của Đài Loan cho là như vậy. Ngoài đảo Đài Loan và một số đảo khác mà họ hiện kiểm soát, Trung Hoa Dân Quốc vẫn chính thức tuyên bố chủ quyền đối với các vùng lãnh thổ hiện do Cộng hòa Nhân dân Trung Hoa kiểm soát, cũng như một số khu vực thuộc Afghanistan, Bhutan, Ấn Độ, Nhật Bản, Mông Cổ, Myanmar, Pakistan, Nga và Tajikistan. Lập luận chính thức thường được dùng để ủng hộ quan điểm rằng Trung Hoa Dân Quốc là một chính phủ lưu vong dựa trên giả định rằng chủ quyền đối với Đài Loan chưa từng được chính thức chuyển giao cho Trung Hoa Dân Quốc sau khi Thế chiến thứ hai kết thúc. Theo quan điểm này, Trung Hoa Dân Quốc hiện đang tồn tại trên lãnh thổ nước ngoài, và vì thế có thể được xem là một chính phủ lưu vong. Ngược lại, lý thuyết này không được chấp nhận bởi những người tin rằng chủ quyền Đài Loan đã được chuyển giao hợp pháp cho Trung Hoa Dân Quốc vào cuối Thế chiến. Cả chính phủ Cộng hòa Nhân dân Trung Hoa và Liên minh Phiến lam (bao gồm Quốc Dân Đảng) tại Trung Hoa Dân Quốc đều ủng hộ quan điểm này. Tuy nhiên, cũng có quan điểm khác không đồng ý rằng chủ quyền Đài Loan đã được chuyển giao hợp pháp cho Trung Hoa Dân Quốc, nhưng cũng không xem Trung Hoa Dân Quốc là một chính phủ lưu vong, đồng thời không coi Đài Loan là một phần lãnh thổ của Trung Quốc. Đảng Dân Tiến hiện tại tại Đài Loan có xu hướng ủng hộ quan điểm này. |
| Cộng hòa Ả Rập Sahrawi Dân chủ | 1976         | Các khu vực phía đông nam của Tây Sahara | Maroc                                                     | Được tuyên bố thành lập vào ngày 27 tháng 2 năm 1976, sau khi Tây Ban Nha rút khỏi khu vực được gọi là Sahara thuộc Tây Ban Nha vào thời điểm đó, sau cuộc nổi dậy của Mặt trận POLISARIO. Đây không hẳn là một chính phủ lưu vong hoàn toàn vì họ vẫn kiểm soát khoảng 20–25% lãnh thổ mà họ tuyên bố chủ quyền. Tuy nhiên, chính phủ này thường được gọi là chính phủ lưu vong, đặc biệt vì hầu hết các hoạt động điều hành hàng ngày diễn ra tại trại tị nạn Tindouf ở Algérie, nơi sinh sống của phần lớn cộng đồng Sahrawi lưu vong, thay vì ở thủ đô tạm thời được tuyên bố (ban đầu là Bir Lehlou, chuyển sang Tifariti vào năm 2008). |

### Chính phủ bị phế truất của các quốc gia hiện tại
Đây là các chính phủ lưu vong được thành lập bởi các chính phủ hoặc người đứng đầu nhà nước đã bị lật đổ, nhưng vẫn tiếp tục tuyên bố là chính quyền hợp pháp của quốc gia mà họ từng kiểm soát.
| Tên chính phủ lưu vong             | Năm lưu vong | Chính phủ hiện đang kiểm soát lãnh thổ tuyên bố chủ quyền               | Ghi chú | Tham khảo     |
| ---------------------------------- | ------------ | ----------------------------------------------------------------------- | --- | ------------- |
| Rada Cộng hòa Nhân dân Belarus     | 1919         | Cộng hòa Belarus                                                        | Xem thêm: Cộng hòa Nhân dân Belarus và Chiến tranh Nga-Ba Lan Đây là chính phủ lưu vong lâu đời nhất trên thế giới, do Ivonka Survilla lãnh đạo từ năm 1997; đặt trụ sở tại Ottawa, Ontario. Bị chính quyền Belarus tuyên bố là “tổ chức cực đoan”. | [ 22 ] [ 23 ] |
| Chính phủ Đoàn kết dân tộc Myanmar | 2021         | Cộng hòa Liên bang Myanmar (Hội đồng Hành chính Nhà nước)               | Xem thêm: Đảo chính Myanmar 2021 Chính phủ này được thành lập nhằm phản ứng trước cuộc đảo chính năm 2021. Các thành viên nội các của Chính phủ Thống nhất Quốc gia hiện đang lẩn trốn bên trong Myanmar. | [ 24 ] [ 25 ] |
| Cộng hòa Artsakh                   | 2023         | Cộng hòa Azerbaijan (vùng Kinh tế Karabakh, vùng Kinh tế Đông Zangezur) | Chính phủ này dự kiến giải thể vào ngày 1 tháng 1 năm 2024, sau khi Artsakh đầu hàng trong chiến dịch tấn công của Azerbaijan năm 2023. Một cuộc di cư hàng loạt diễn ra sau tuyên bố, và một chính phủ lưu vong được thành lập tại Yerevan. Tổng thống Artsakh, Samvel Shahramanyan, đã hủy bỏ quyết định giải thể trước 10 ngày thời hạn. Mặc dù Thủ tướng Armenia là Nikol Pashinyan phản đối, chính phủ vẫn đặt trụ sở tại Yerevan. | [ 26 ] [ 27 ] |

### Chính phủ đối lập của các quốc gia hiện tại
Đây là các chính phủ được thành lập trong tình trạng lưu vong bởi các tổ chức chính trị và đảng đối lập, với mục tiêu trở thành chính quyền thực sự hoặc tự nhận là người kế thừa hợp pháp của các chính phủ đã bị phế truất trước đó. Chúng được thành lập như một phương án thay thế cho chính phủ đương nhiệm.
| Tên                                      | Thành lập | Chính phủ hiện kiểm soát lãnh thổ tuyên bố | Ghi chú | Tham khảo |
| ---------------------------------------- | --------- | ------------------------------------------ | --- | --------- |
| Ủy ban năm tỉnh Bắc Hàn Quốc             | 1949      | Cộng hòa Dân chủ Nhân dân Triều Tiên       | Đặt trụ sở tại Seoul, là cơ quan hành chính lâm thời của chính phủ Hàn Quốc đối với năm tỉnh trước năm 1945, nay là lãnh thổ Bắc Triều Tiên, sau Thế chiến thứ hai và sự chia cắt bán đảo Triều Tiên. Năm tỉnh bao gồm: Hamgyong Bắc, Hamgyong Nam, Hwanghae, Pyeongan Bắc, và Pyeongan Nam. | [ 28 ]    |
| Hội đồng Quốc gia Iran                   | 2013      | Cộng hòa Hồi giáo Iran                     | Liên minh chính trị tập hợp 40 tổ chức đối lập của Iran, do Hoàng tử Reza Pahlavi lãnh đạo; đặt trụ sở tại Potomac, Maryland (Hoa Kỳ). |           |
| Hội đồng Kháng chiến Quốc gia Iran       | 1981      | Cộng hòa Hồi giáo Iran                     | Liên minh chính trị gồm 5 tổ chức đối lập Iran, trong đó lớn nhất là Mujahideen Nhân dân Iran do Maryam và Massoud Rajavi lãnh đạo; đặt trụ sở tại Paris, với mục tiêu thành lập “Cộng hòa Dân chủ Iran” thay thế chế độ tôn giáo hiện tại. | [ 29 ]    |
| Chính phủ quốc gia Việt Nam lâm thời     | 1991      | Cộng hòa xã hội chủ nghĩa Việt Nam         | Đệ Tam Việt Nam Cộng Hòa, trước đây có tên là Chính phủ Quốc gia Việt Nam lâm thời, được thành lập tại Quận Cam, California, bởi các cựu binh và người tị nạn từ Việt Nam Cộng hòa. Tổ chức này bị chính phủ Việt Nam tuyên bố là tổ chức khủng bố. |           |
| Đảng Tiến bộ của Guinea Xích Đạo         | 2003      | Cộng hòa Guinea Xích Đạo                   | Tuyên bố Severo Moto là Tổng thống của Guinea Xích Đạo; đặt trụ sở tại Madrid. | [ 30 ]    |
| Ủy ban giải cứu Ukraina                  | 2015      | Ukraina                                    | Sau cuộc lật đổ chính phủ Ukraina 2014, Thủ tướng Mykola Azarov cùng các thành viên thân Nga và thân Yanukovych thuộc chính phủ Azarov lần hai đã chạy sang Nga và thành lập chính phủ lưu vong. Mục tiêu là khôi phục chính quyền Azarov. Ủy ban này được xem rộng rãi là một chính phủ bù nhìn thân Nga. |           |
| Chính phủ Triều Tiên tự do lâm thời      | 2017      | Cộng hòa Dân chủ Nhân dân Triều Tiên       | Đặt trụ sở tại Seoul, tổ chức này được biết đến vì bảo vệ gia đình của Kim Jong-nam (bao gồm cả Kim Han-sol) sau khi ông bị ám sát ở Malaysia. | [ 33 ]    |
| Hội đồng Điều phối (Belarus)             | 2020      | Cộng hòa Belarus                           | Chống lại chính quyền của Alexander Lukashenko, do ứng viên Sviatlana Tsikhanouskaya (lưu vong tại Litva) lãnh đạo, sau khi bà tuyên bố chiến thắng trong cuộc bầu cử gây tranh cãi với Lukashenko. Sự kiện này đã dẫn đến các cuộc biểu tình trên toàn quốc nhằm yêu cầu ông từ chức. Vào năm 2020, Tsikhanouskaya được Rada Cộng hòa Nhân dân Belarus công nhận là tổng thống hợp pháp. Tổ chức này bị chính quyền Belarus liệt kê là "tổ chức cực đoan".                                                          | [ 34 ]    |
| Quốc hội Các Đại biểu Nhân dân           | 2022      | Liên bang Nga                              | Quốc hội Các Đại biểu Nhân dân là một tổ chức tập hợp các cựu đại biểu ở nhiều cấp khác nhau từ Nga, tuyên bố là quốc hội chuyển tiếp của Liên bang Nga hoặc một chính quyền kế nhiệm tiềm năng. Ilya Ponomarev, cựu đại biểu Duma Quốc gia, là người khởi xướng công khai quốc hội này. Phiên họp đầu tiên được tổ chức từ ngày 5–7 tháng 11 tại Jabłonna, Ba Lan. Quốc hội này không công nhận kết quả của cuộc bầu cử tổng thống Nga năm 2024 và bị chính quyền Nga liệt vào danh sách “tổ chức không mong muốn”. | [ 35 ]    |
| Chính phủ Hòa bình và Thống nhất (Sudan) | 2025      | Cộng hòa Sudan                             | Được thành lập vào tháng 4 năm 2025 bởi Lực lượng Hỗ trợ Nhanh (Rapid Support Forces) nhằm đối trọng với nội các chuyển tiếp do Hội đồng Chủ quyền Chuyển tiếp bổ nhiệm. |           |